# Брази (Савона)
Брази је насеље у Италији у округу Савона, региону Лигурија.
Према процени из 2011. у насељу је живело 71 становника. Насеље се налази на надморској висини од 300 м.